# Johann Jakob Brucker
Pour les articles homonymes, voir Brucker.
Johann Jakob Brucker, né le 22 janvier 1696 à Augsbourg, où il est mort le 26 novembre 1770 est un historien de la philosophie allemand.

## Biographie
Il fut professeur d’histoire de la philosophie à l’université d'Iéna, puis pasteur de l'église Saint-Ulric à Augsbourg, et fut élu membre de l'Académie de Berlin.
Il est auteur de l'Historia critica philosophiae a mundi incunabulis ad nostram usque aetatem deducta (Leipzig, 1741-1744 et 1767, 6 vol. in-4), savant ouvrage où les opinions des philosophes sont exposées dans le détail, et jugées avec une grande liberté. L'auteur en donna lui-même un abrégé sous le titre d’Institutiones historiae philososophicae, 1747 et 1756.
Il publia aussi en 1747, sous le titre de Pinacotheca scriptorum, une biographie des savants, avec portraits, et en 1748 : Miscellanea historiae. philosophicae, litterariae, criticae, etc.

## Publications

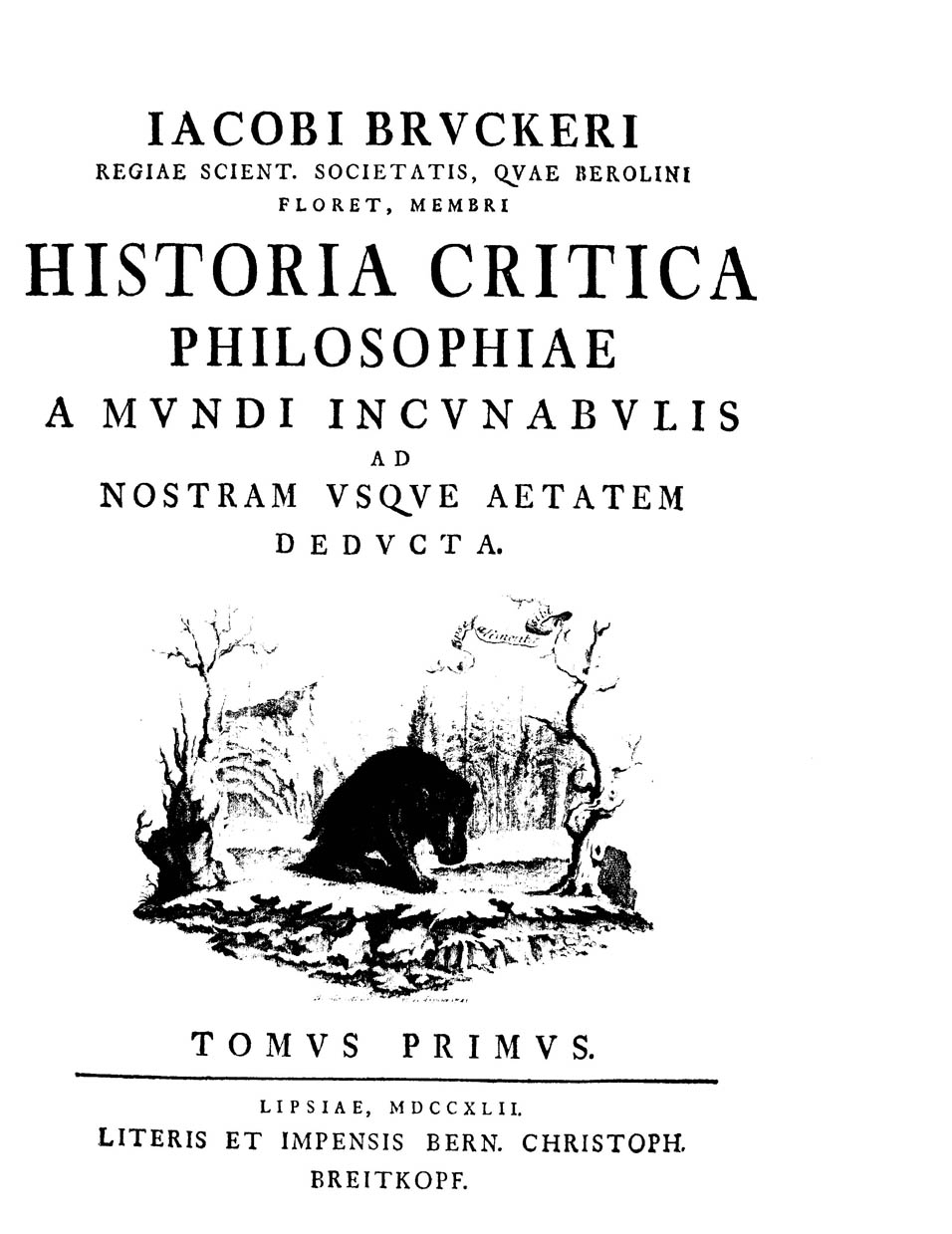
Historia critica philosophiae, 1742

- Tentamen Introductionis in Historiam Doctrinae de Ideis
- Historia Philosophicae Doctrinae de Ideis (Augsbourg, 1723)
- Otium Vindelicum (1731)
- Kurze Fragen aus der philosophischen Historiae (l volume, Ulm, 1731-1736)
- Pinacotheca Scriptorum nostra aetate litteris illustrium, (Augsbourg, 1741-1755)
- Ehrentempel der deutschen Gelehrsamkeit (Augsbourg, 1747-1749)
- Institutiones Historiae Philosophicae (Leipzig, 1747 et 1756 ; 3e édition avec une suite de Friedrich Gottlob Born (de) (1743-1807) de Leipzig, en 1790)
- Miscellanea Historiae Philosophicae Litterariae Criticae olim sparsim edita (Augsbourg, 1748)
- Erste Anfangsgründe der philosophischen Geschichte (Ulm, 1751).

## Sources
Cet article comprend des extraits du Dictionnaire Bouillet. Il est possible de supprimer cette indication, si le texte reflète le savoir actuel sur ce thème, si les sources sont citées, s'il satisfait aux exigences linguistiques actuelles et s'il ne contient pas de propos qui vont à l'encontre des règles de neutralité de Wikipédia.
- Notices d'autorité :   - VIAF
  - ISNI
  - BnF (données)
  - IdRef
  - LCCN
  - GND
  - Italie
  - Espagne
  - Belgique
  - Pays-Bas
  - Pologne
  - Israël
  - NUKAT
  - Catalogne
  - Suède
  - Vatican
  - Tchéquie
  - Portugal
  - WorldCat
- Ressource relative aux beaux-arts :   - British Museum
- Notices dans des dictionnaires ou encyclopédies généralistes :   - Brockhaus
  - Deutsche Biographie
  - Enciclopedia italiana
  - Treccani